# Billy Evans
William Best "Billy" Evans (Berea, 13 september 1932 - 22 november 2020) was een Amerikaans basketballer. Hij won met het Amerikaans basketbalteam de gouden medaille op de Olympische Zomerspelen 1956 en de Pan-Amerikaanse Spelen 1959.
Evans speelde voor het team van de University of Kentucky en de Phillips 66ers. Tijdens de Olympische Spelen speelde hij 8 wedstrijden, inclusief de finale tegen de Sovjet-Unie. Gedurende deze wedstrijden scoorde hij 56 punten.